# South East European University
Die Südosteuropäische Universität (englisch South East European University) ist eine international anerkannte öffentlich-private Non-Profit-Universität mit Hauptsitz im nordmazedonischen Tetovo und einem Campus in der Hauptstadt Skopje. Sie wurde im 2001 vom niederländischen Diplomat Max van der Stoel gegründet. Die Südosteuropäische Universität ist Mitglied der European University Association und des Balkan Universities Network.
Die Universität besteht aus fünf Fakultäten:
- Recht
- Öffentliche Verwaltung und Politikwissenschaften
- Rechtliche Fakultät
- Wirtschaftswissenschaften
- Sprachen, Kulturen und Kommunikation
- Zeitgenössische Wissenschaften und Technologien

Die Lehrveranstaltungen finden in der englischen, albanischen und mazedonischen Sprache statt.